# Camona da Punteglias
Die Camona da Punteglias ist eine Berghütte der Sektion Winterthur des Schweizer Alpen-Clubs (SAC) im Kanton Graubünden (Schweiz).
Sie liegt im Vorderrheintal südwestlich des Cavistrau Grond auf 2311 m ü. M. in den Bündner Alpen. Die Hütte bietet 35 Schlafplätze und ist von Anfang Juli bis Ende September bewirtet.

## Zugänge
- Trun - Val Punteglias, ca. 4 Stunden
- Schlans - Alp da Schlans Sut - Uaul da Punteglias, ca. 4,5 Stunden

## Benachbarte Hütten
- Bifertenhütte
- Kistenpasshütte
- Muttseehütte
- Grünhornhütte (Notlager, im Winter nicht zugänglich)
- Fridolinshütte
- Planurahütte

## Gipfel
- Tödi, Piz Urlaun, Bifertenstock